# Cantone di Rive-de-Gier
Il Cantone di Rive-de-Gier è una divisione amministrativa dell'arrondissement di Saint-Étienne.
A seguito della riforma approvata con decreto del 26 febbraio 2014, che ha avuto attuazione dopo le elezioni dipartimentali del 2015, è passato da 10 a 11 comuni.

## Composizione
I 10 comuni facenti parte prima della riforma del 2014 erano:
- Châteauneuf
- Dargoire
- Genilac
- Pavezin
- Rive-de-Gier
- Sainte-Croix-en-Jarez
- Saint-Joseph
- Saint-Martin-la-Plaine
- Saint-Romain-en-Jarez
- Tartaras

Dal 2015 i comuni appartenenti al cantone sono i seguenti 11:
- Châteauneuf
- Dargoire
- Farnay
- La Grand-Croix
- Lorette
- Genilac
- Rive-de-Gier
- Saint-Joseph
- Saint-Martin-la-Plaine
- Saint-Paul-en-Jarez
- Tartaras